# Малая Пионерская улица (Москва)

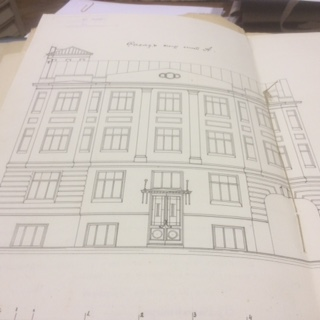
Первый проект фасада доходного дома на Малой Пионерской, 21

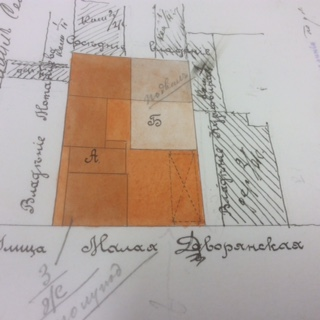
Доходный дом на Малой Дворянской, 21 на плане Москвы 1913 г.

Ма́лая Пионе́рская улица — улица в центре Москвы в районе Замоскворечье между улицей Зацепа и Малым Строченовским переулком

## История
После пожара 1812 года, когда почти весь Земляной вал с Замоскворечьем сгорел, жители Москвы начали скупать земли у коломенских ямщиков. Бастионы Земляного города срыли, и на освободившихся участках между Садовой и Зацепской сплошной полосой появились новые кварталы. Трасса Малой Дворянской улицы впервые показана на плане Москвы 1817 года, тогда же была проведена и нарезка кварталов на домовладения. До середины XIX века Малая Дворянская улица была застроена преимущественно деревянными зданиями, а с середины XIX — начала века XX — каменными. После революции 1917 года архитектурный облик улицы был существенно изменен, сейчас остались только два дореволюционных строения.
До 1924 года Большая и Малая Пионерские улицы носили название Большая и Малая Дворянские улицы. Формально они были переименованы в честь недавно возникшей пионерской организации им. В. И. Ленина.

## Описание
Малая Пионерская улица начинается от улицы Зацепа, проходит на юг параллельно Дубининской улице (слева) и Большой Пионерской (справа), пересекает Стремянный, затем прерывается, так как дом № 6 был построен так, что перекрыл улицу. Возобновляется за домом и выходит на Малый Строченовский переулок.

## Здания и сооружения
По нечётной стороне:
- № 13 — десятиэтажный комплекс апартаментов бизнес-класса "Амарант", построенный на месте снесенных в конце 1980-х дореволюционных жилых домов. Одна из пристроек, относящаяся к началу-середине XIX века, сохранилась во дворе современного жилищного комплекса.
- № 21, строение 1 — жилой дом, построенный в 1914 году в качестве доходного. Границы места, на котором находится здание, впервые четко прослеживаются на плане Москвы 1817 года, который отражал как вновь проектировавшуюся планировку, так и отчасти допожарную планировочную структуру города. На этом плане владение показано прямоугольной формы с двумя строениями, выходившими на линию современной Дубининской улицы, тогда называвшейся Коломенская ямская слобода. Задняя часть участка по линии переулка, вероятно, была занята садом и огородом, которые держали ямщики. Следующим планом, отражающем эволюцию границ участка, является план Москвы 1850 г.: застройка владения в этот период состояла из деревянных строений, располагавшихся вдоль южной и северной границ участка. В западной части находился сад. Подобная планировка участка сохранялась до 1870-х годов, когда участок принадлежал московскому ямщику Федору Сергеевичу Беспорточному, который в 1874 году строит в западной части участка деревянный жилой дом для сдачи внаем. Работы были осуществлены архитектором Курнакиным. В 1880-х годах произошел раздел участка на два самостоятельных владения, соответственно выходивших на Малую Дворянскую и Коломенскую ямскую улицы. В 1899 году участком, выходящим на Малую Дворянскую улицу, владел Иван Родионович Иванов, который построил на участке каменные одноэтажные здания слесарной мастерской на 12 человек, кузницы и две каменные нежилые постройки. Слесарная мастерская и кузня располагались в глубине двора по восточной границе, а одна из пристроек была сделана к одноэтажному деревянному зданию, которые было построено в 1874 году. Застройку участка поручили архитектору Филиппу Матвеевичу Овчинникову. Кардинальное изменение застройки участка произошло в 1913 году, когда участок перешел во владение жене личного почетного гражданина Анне Семеновне Прокофьевой. Автор здания — московский архитектор Андрей Максимович Хомко[2], который специализировался на доходном строительстве. К постройке планировался трехэтажный с полуподвалом и с чердачным помещением доходный дом в формах эклектики, типичный для периода конца XIX-начала XX века. Осуществленный проект был немного изменен по сравнению с изначальным планом: вместо трехэтажного с полуподвалом было выстроено четырехэтажное здание, вероятно, из-за высокого спроса на доходное жилье в столице. Во втором подъезде сохранились перила с символическим изображением поездов — в честь построенного в 1900 году Павелецкого вокзала. Одновременно с этим домом Хомко проектировал другой доходный дом: на Патриарших прудах по адресу Ермолаевский переулок Д.14, — который почти идентичен дому на Малой Пионерской, за исключением высотности здания.
- № 23/31, строение 1 — жилой дом, построенный в 1959 году на месте снесённых деревянных двухэтажных зданий.
- № 37, строение 1 — банк «Кузнецкий мост».

По чётной стороне:
- № 12 — Школа Дизайна НИУ ВШЭ. Ранее в этом здании располагался Московский государственный институт электроники и математики (Технический университет): Вечерний факультет, НИИ перспективных материалов и технологий. Частью современного дома является четырёхэтажное здание, построенное в 1915 году по проекту архитектора Л. В. Стеженского для фабрики церковной утвари Оловянишниковых. Сюда в 1926 году переехал оптико-механический завод «Геодезия», на котором был изготовлен первый советский образец фотоаппарата типа «Лейка» с условным названием «Фотографический аппарат «Геодезия», или «ФАГ»; в 1944—1963 годах здание занимал МИФИ[3].